# Marathon (Florida)
Marathon es una ciudad ubicada en el condado de Monroe en el estado estadounidense de Florida. En el Censo de 2010 tenía una población de 8.297 habitantes y una densidad poblacional de 345,43 personas por km².

## Geografía
Marathon se encuentra ubicada en las coordenadas 24°43′57″N 81°1′27″O / 24.73250, -81.02417. Según la Oficina del Censo de los Estados Unidos, Marathon tiene una superficie total de 24.02 km², de la cual 21.85 km² corresponden a tierra firme y (9.03%) 2.17 km² es agua.

## Demografía
Según el censo de 2010, había 8.297 personas residiendo en Marathon. La densidad de población era de 345,43 hab./km². De los 8.297 habitantes, Marathon estaba compuesto por el 90.45% blancos, el 4.76% eran afroamericanos, el 0.31% eran amerindios, el 1.08% eran asiáticos, el 0.02% eran isleños del Pacífico, el 1.55% eran de otras razas y el 1.81% pertenecían a dos o más razas. Del total de la población el 26.8% eran hispanos o latinos de cualquier raza.